# Raymond Braine
Raymond Braine (* 28. April 1907 in Berchem, Antwerpen; † 25. Dezember 1978 in Antwerpen) war ein belgischer Fußballspieler. Er war einer der besten belgischen Spieler vor dem Zweiten Weltkrieg und der erste Profifußballer seines Landes.

## Spielerkarriere
Raymond Braine begann mit dem Fußballspielen beim Antwerper Verein Beerschot VAC. Im Alter von nur 15 Jahren debütierte der Stürmer am 11. Februar 1923 für Beerschot in der belgischen Liga im Spiel gegen den Daring Club. Bald darauf wurde der talentierte Braine in die belgische Nationalmannschaft berufen. Seinem Klub verhalf er in den Jahren 1924, 1925, 1926 und 1928 zum nationalen Meistertitel.
Es war nur noch eine Frage der Zeit, bis das große Talent ins Ausland wechseln würde. Der belgische Fußball war zu diesem Zeitpunkt immer noch eine Amateurangelegenheit. Braine hatte in Antwerpen ein Café eröffnet. Der belgische Verband vertrat die Auffassung, dass Braine seinen Status als Fußballer nutzte, um sein Einkommen zu verbessern. Da dies nach den Statuten des Amateurfußballs verboten war, wurde er vom Verband suspendiert. Aufgrund dessen wurde er auch nicht – im Gegensatz zu seinem älteren Bruder Pierre – für die Fußballweltmeisterschaft 1930 in Uruguay berücksichtigt. Erst 1935 wurde er wieder in die Nationalmannschaft berufen.
Beim Londoner Verein Clapton Orient absolvierte Braine erfolgreiche Tests, doch den englischen Funktionären gelang es nicht, eine Arbeitserlaubnis für Braine sicherzustellen. 1930 wechselte Braine schließlich zum tschechischen Spitzenklub Sparta Prag, dessen schottischer Trainer John Dick den Transfer in die Wege geleitet hatte. In der tschechoslowakischen Hauptstadt wurde Braine gut aufgenommen und sicherte sich sofort einen Stammplatz. In seinem ersten Spiel für Sparta am 12. Juli 1930 im Mitropapokal gegen First Vienna erzielte er wenige Minuten vor Spielende den 2:1-Siegtreffer. Auch im Rückspiel in Wien gelang ihm beim 3:2-Auswärtserfolg ein Treffer.
Mit Sparta gewann Braine 1932 und 1936 den Meistertitel, 1935 gewann er mit seiner Mannschaft auch den Mitropapokal. 1932 und 1934, hier gemeinsam mit Jiří Sobotka von Slavia, wurde er Torschützenkönig in der 1. Liga mit 16, bzw. 18 Toren.
Vor der Weltmeisterschaft 1934 bot der tschechoslowakische Verband Braine die Tschechoslowakische Staatsbürgerschaft an, doch Braine lehnte nach längerer Überlegung ab. Für Belgien absolvierte er zwischen 1924 und 1939 54 Länderspiele, in denen er 26 Tore schoss. Er nahm an den Olympischen Sommerspielen 1928 und an der Weltmeisterschaft 1938 teil.
Braine galt in Prag als typischer Profifußballer. Angeblich spielte er manchmal nur das, was er wirklich musste, auch soll er ein zäher Verhandlungspartner in Vertragsgesprächen gewesen sein. Darüber hinaus handelte er mit Robustakaffee aus dem Kongo.
Ende 1936 verlängerte Braine seinen Vertrag bei Sparta um weitere zwei Jahre und fuhr in der Winterpause in seine belgische Heimat. Am 1. Januar 1937 sollte er nach Prag zurückkehren, doch dazu kam es nie mehr. Braine blieb in Antwerpen und spielte trotz gültigem Vertrag bei Sparta Prag wieder für Beerschot. Schließlich schaltete sich der belgische Verband ein und bezuschusste Beerschot bei der Zahlung der Ablösesumme.
In 281 Liga-, Pokal- und Freundschaftsspielen für Sparta schoss Braine 300 Tore. Er gilt im tschechoslowakischen und tschechischen Fußball als bester ausländischer Spieler aller Zeiten. Mit 120 Erstligatoren ist er Mitglied im Klub ligových kanonýrů, der alle Spieler mit mindestens 100 Erstligatreffern beinhaltet.
Mit Beerschot gewann Braine 1938 und 1939 erneut die Belgische Meisterschaft. 1943 wechselte der Stürmer zu CS La Forestoise, wo er eine Spielzeit als Innenverteidiger verbrachte und anschließend seine Laufbahn beendete.

### Erfolge
Mannschaft
- Belgischer Meister: 1924, 1925, 1926, 1928, 1938, 1939
- Tschechoslowakischer Meister: 1932, 1936
- Mitropapokalsieger: 1935

Individuell
- Belgischer Torschützenkönig: 1928, 1929
- Tschechoslowakischer Torschützenkönig: 1932 (16 Tore), 1934 (18 Tore)

## Trainerkarriere
Nach seiner Spielerkarriere arbeitete Raymond Braine als Trainer bei den belgischen Mannschaften Mol Sport, Stade Kortrijk und KFC Beringen.

## Sonstiges
- Neben Fußball widmete sich Braine auch dem Eisschnelllauf und dem Fechtsport, in dem er eigenen Angaben nach auch mehrmaliger belgischer Meister war.
- Sein Name wird selten auch Raimond Braine geschrieben.
- Im Jahre 1940 spielte er eine der Hauptrollen im Film Wit is troef; dies blieb zugleich sein einziges namhaftes Engagement in einer Filmproduktion.
- Raymond Braines älterer Bruder Pierre war ebenfalls als Fußballspieler, später auch als Fußballtrainer, aktiv, verbrachte seine gesamte Spielerkarriere beim Beerschot VAC und brachte es auf eine Länderspielbilanz von 44 Einsätzen und vier Treffern. Dessen Sohn Roger spielte in den 1950ern ebenfalls kurzzeitig in der höchsten belgischen Fußballspielklasse, jedoch nur mit mäßigem Erfolg.